# Шульман, Николай Густавович
Николай Густавович Шульман (12 [24] сентября 1828, Могилёвская губерния— 26 июля [8 августа] 1900, Царское Село) — генерал от инфантерии (1896), участник Кавказской и Русско-турецкой войны.

## Биография
Происходил из дворян Лифлянской губернии, лютеранского вероисповедания. Родился в Могилевской губернии 12 (24) сентября 1828 года — младший сын генерал-майора Густава Максимовича Шульмана, племянник Фёдора Максимовича Шульмана. 
Окончил Пажеский Его Величества корпус; имя его занесено на мраморную доску; из камер-пажей 14 августа 1848 был произведён в прапорщики Лейб-гвардии Семёновского полка; с 8 декабря 1848 года — подпоручик, с 23 апреля 1850 года — поручик; 11 апреля 1854 года был произведён в штабс-капитаны.
Во время Крымской войны находился в составе войск охранявших южное побережье Балтийского моря. В 1857 году награждён орденом Святой Анны 3-й степени; 7 марта 1859 года за отличие произведён в капитаны.
С 1 декабря 1860 года был назначен состоять для особых поручении при генерал-губернаторе и командующем войсками Восточной Сибири Н. Н. Муравьёве, с зачислением по армейской пехоте подполковником; 19 апреля 1862 года был произведён в полковники; в 1864 году награждён орденом Святой Анны 2-й степени; 6 августа 1865 года назначен окружным интендантом Восточно-Сибирского военного округа. В 1866 году на основании манифеста 1762 года (старшинство отдано 30 августа 1869 года) был произведён в генерал-майоры. В 1868 году награждён орденом Святого Владимира 3-й степени, в 1869 году — орденом Святого Станислава 1-й степени, в 1871 году — орденом Святой Анны 1-й степени (в 1873 году получил к ордену императорскую корону).
В Иркутске 6 октября 1868 года женился на Марии фон Фитингоф (06.04.1835—11.02.1915). Там же родился их сын — Сергей (1869—1927).
С 20 мая 1871 года занял должность окружного интенданта Кавказского военного округа. В 1876 году награждён орденом Святого Владимира 2-й степени.
Принимал участие в военных действиях на Кавказе и в русско-турецкой войне; 18 декабря 1877 года произведён в генерал-лейтенанты; 19 мая 1878 года сдал должность интенданта Кавказского военного округа и, спустя год, 20 июля 1879 года был назначен помощником главного интенданта Военного министерства.
В 1880 году он был награждён орденом Белого Орла, а в 1887 году ему была пожалована золотая, бриллиантами украшенная табакерка, с вензелевым изображением Высочайшего имени. В 1890 году пожалован знаком отличия, затем два года подряд, он получал изъявления Монаршего благоволения; 14 мая 1896 года был произведён в генерал от инфантерии; 14 августа 1897 года получил орден Святого Александра Невского. Член Александровского комитета о раненых с 11 декабря 1895 года.
Умер в Царском Селе 26 июля (8 августа) 1900 года.

## Награды
- Орден Святого Владимира 3-й ст. (1868);
- Орден Святого Станислава 1-й ст. (1869);
- Орден Святой Анны 1-й ст. (1871; императорская корона к ордену — 1873);
- Орден Святого Владимира 2-й ст (1876);
- Орден Белого Орла (1880)
- золотая табакерка, украшенная бриллиантами (1887);
- знак отличия (1890);
- Высочайшее монаршее благоволение (1891);
- Высочайшее Монаршее благоволение (1892);
- Орден Святого Александра Невского (14.08.1897).